# Hindsight bias
Hindsight bias, in het Nederlands de achteraf-fout, is de neiging om te geloven dat eigen voorspellingen preciezer zijn dan ze in werkelijkheid zijn.

## Beschrijving
Het concept van de hindsight bias werd voor het eerst beschreven en onderzocht door de psychologen Baruch Fischhoff en Ruth Beyth in 1975. Zij toonden in hun onderzoek aan dat mensen de neiging hebben om achteraf te geloven dat ze gebeurtenissen hadden kunnen voorspellen, zelfs als ze dat in werkelijkheid niet konden. Hun werk heeft sindsdien geleid tot een uitgebreide studie van dit psychologische fenomeen en zijn implicaties in verschillende domeinen.
Het tegenovergestelde van hindsight bias is prospective bias of "prognostic bias". Terwijl hindsight bias zich richt op het fenomeen waarbij mensen geloven dat ze gebeurtenissen konden voorspellen nadat ze hebben plaatsgevonden, verwijst prospective bias naar de neiging van mensen om te vergeten hoe onzeker de toekomst eigenlijk is wanneer ze vooruitkijken en voorspellingen doen.

### Vakgebieden
De hindsight bias kan zich voordoen in vakgebieden waarbij besluitvorming, evaluatie van gebeurtenissen en voorspellingen betrokken zijn. 
Enkele vakgebieden en contexten waarin het risico op hindsight bias hoog kan zijn:
- Gezondheidszorg: Artsen kunnen achteraf het gevoel hebben dat ze hadden kunnen voorspellen dat een bepaalde diagnose juist was, zelfs als het op het moment van beslissing onzeker was. Dit kan leiden tot een vertekende beoordeling van medische besluitvorming en diagnoses.
- Beleggingen: Beleggers kunnen het gevoel hebben dat ze hadden moeten weten welke aandelen of investeringen succesvol zouden zijn, nadat de marktresultaten bekend zijn. Dit kan van invloed zijn op hoe beleggingsbeslissingen worden geëvalueerd en op toekomstige investeringsstrategieën.
- Rechtspraak: Juristen, rechters en juryleden kunnen achteraf denken dat ze de schuld of onschuld van een verdachte hadden kunnen voorspellen, ongeacht de complexiteit van het bewijsmateriaal dat tijdens een rechtszaak werd gepresenteerd.
- Research: Onderzoekers kunnen het gevoel hebben dat ze van tevoren hadden kunnen voorspellen welke resultaten een studie zou opleveren, wat van invloed kan zijn op de manier waarop onderzoek wordt geëvalueerd en gerapporteerd.
- Management: Besluitvormers binnen organisaties kunnen denken dat ze hadden moeten weten welke zakelijke strategieën succesvol zouden zijn, nadat de resultaten bekend zijn. Dit kan de manier beïnvloeden waarop toekomstige zakelijke beslissingen worden genomen.
- Politiek: Politieke analisten en beleidsmakers kunnen achteraf denken dat ze hadden moeten weten welke politieke gebeurtenissen zich zouden voordoen of welke beleidsbeslissingen succesvol zouden zijn, nadat deze gebeurtenissen zich hebben voorgedaan.
- Techniek: Innovators en technologen kunnen geloven dat ze hadden moeten weten welke technologische doorbraken zouden plaatsvinden, ongeacht de onzekerheid die vaak gepaard gaat met technologische vooruitgang.

Hindsight bias treedt vaker op als de uitkomst van een gebeurtenis negatief is dan als positief. Dit is een fenomeen dat de normale neiging van mensen is om meer aandacht te geven aan negatieve uitslagen dan positieve resultaten.